# Nová synagoga v Drážďanech

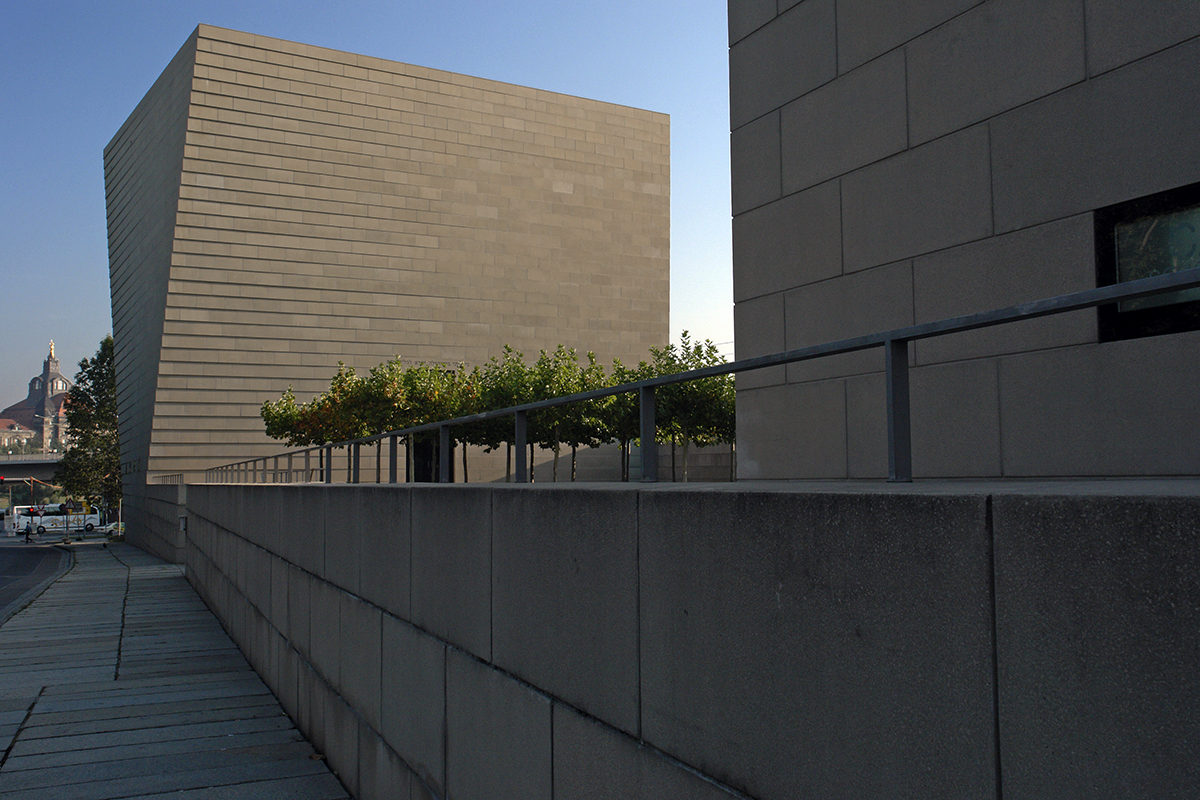
Nová synagoga v Drážďanech

Nová synagoga v Drážďanech byla dokončena v roce 2001 a jejími architekty byli Andrea Wandel, Nikolaus Hirsch a Wolfgang Lorch. Byla postavena na stejném místě, kde od roku 1839–1840 stávala Semperova synagoga architekta Gottfrieda Sempera, která byla zničena v roce 1938 během Křišťálové noci.

## Popis

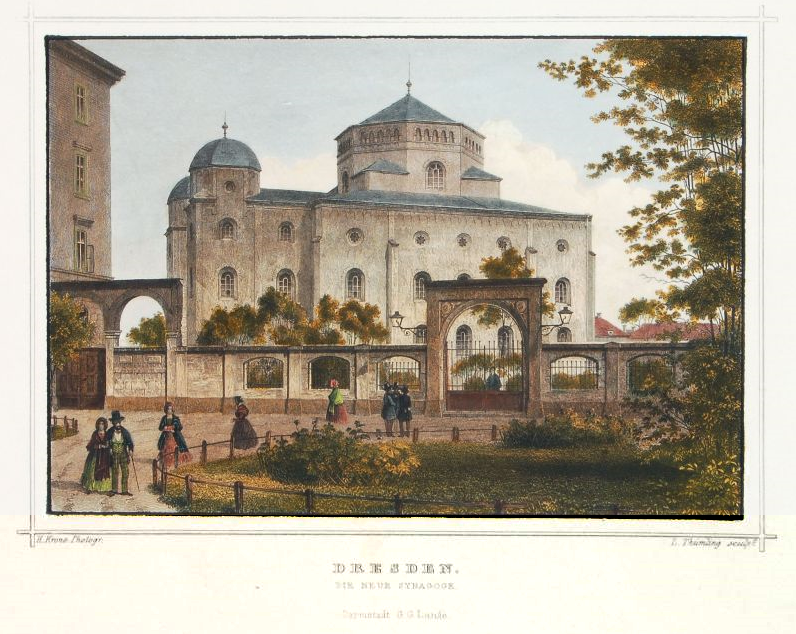
Semperova synagoga, rok 1860

Zděný plot Nové synagogy obsahuje poslední zbývající fragmenty původní Semperovy stavby. Vnější stěny synagogy jsou záměrně postaveny prohnuté a nerovné, kvůli zprostředkování architektova pocitu, že židovská komunita byla v německých městech vždy mírně odstrčena. Synagoga je také zajímavým kontrastem s městským centrem, vedle něhož stojí. Je postavena v mírném svahu na okraji drážďanského barokního centra, které bylo během spojeneckého bombardování za druhé světové války kompletně srovnáno se zemí.

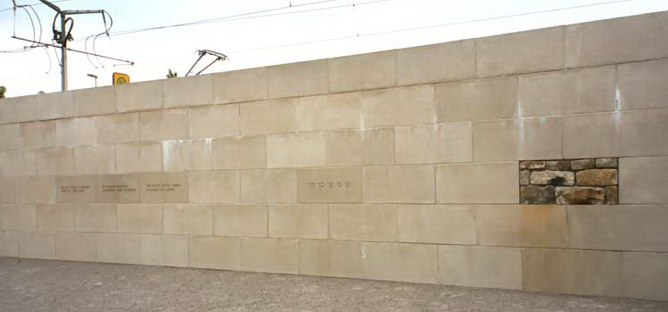
Zdi Nové synagogy obsahují části někdejší Semperovy synagogy

Samotné centrum bylo znovuvystavěno a exteriéry budov (a v případech významnějších budov i interiéry) jsou přesnými replikami barokního královského města, které po dlouhou dobu přinášelo Drážďanům věhlas. Synagoga přitom stojí vedle těchto věrných reprodukcí minulosti, avšak není replikou historické Semperovy synagogy. Jedná se o odvážné modernistické vyjádření, které se svým okolím dramaticky kontrastuje.
Stejně rozdílný je i interiér synagogy. Synagoga je postavena ve tvaru krychle (všechny obslužné funkce jsou umístěny v protější budově, která je postavena na druhé straně kamenného náměstí). Uvnitř této krychle se nachází čtvercový prostor pro bohoslužby, který je ze všech stran oddělen obrovskými zavěšenými záclonami na úchytech ze zlatého kovu. Výsledkem má být znázornění jednoduchého bohatství, které má evokovat ohlas velkého Chrámu v Jeruzalémě.
Synagoga se v roce 2003 dostala do užšího výběru staveb, pro které bylo zvažováno udělení Ceny Evropské unie za současnou architekturu.
Zajímavostí je pozůstatek originální Davidovy hvězdy z původní synagogy, kterou zachránil jeden z hasičů, jež ale nemohl kvůli nařízení hasit požár z roku 1938.